# Ugarski narodi
Ugarski narodi.- Jedna od dviju grana ugrofinskih naroda porijeklom iz zapadnog Sibira u području rijeke Ob. Izvorno su bili uzgajivači konja i nomadi. Danas se dijele na tri glavna naroda, to su Mađari, ponekad zvani i Ugrima, koji su se odvojili od matične grupe i prodrli u Europu, gdje su utemeljili državu Mađarsku. Ostala dva naroda su Ostjaci i Voguli, čija je rana populacija u 15 ili 16. stoljeću iznosila preko 16,000. -Religija ugarskih naroda bio je šamanizam koji se u Sibiru održao do danas. 